# Thomas Williams (1737-1802)
Pour les articles homonymes, voir Thomas Williams et Williams.
Thomas Williams (13 mai 1737 - 30 novembre 1802) est un industriel gallois et député. Au moment de sa mort, il est l'homme le plus riche du Pays de Galles.

## Biographie
Thomas Williams est né à Llanidan, Anglesey, le fils d'Owen Williams de Cefn Coch à Llansadwrn . 
Au XVIIIe siècle, il y avait une importante pénurie de nourriture pour les travailleurs. Williams, connu par ses ouvriers parlant le gallois sous le nom de Twm Chwarae Teg ("Tom Fairplay"), s'est plaint une fois au magistrat de Llanidan que les villageois d'Anglesey avaient attaqué ses champs et volé les navets destinés à son bétail et les avaient utilisés pour nourrir leur famille. Son rival commercial, Matthew Boulton, a appelé Williams le "roi du cuivre" - "le souverain despotique du commerce du cuivre". À son ami et agent, il a dit: "Permettez-moi de vous conseiller d'être extrêmement prudent dans vos relations avec Williams".  
La ténacité de Williams en tant qu'avocat était très évidente lorsqu'il agissait pour la famille Hughes de Llysdulas qui était dans un conflit acerbe avec Sir Nicholas Bayly de Plas Newydd concernant la mine de cuivre de Parys Mountain. Ce différend, qui a duré plus de neuf ans, a impliqué l'interprétation de ce dispositif testamentaire très insatisfaisant appelé une fraction. À un moment donné, le différend a impliqué quatre ans de litiges coûteux devant la chancellerie avec le procureur général et le solliciteur général agissant pour les parties opposées et n'a finalement été réglé qu'en 1778. Cette même année, Sir Nicholas a loué sa propre mine de cuivre à un banquier londonien John Dawes (un associé secret de Williams) pour 21 ans. 
Williams est sorti du différend en tant qu'associé directeur du révérend Edward Hughes et de John Dawes de la Parys Mine Company. Celui-ci sous le contrôle de Williams est bon marché et extrêmement productive. Son grand problème est d'obtenir un prix attractif pour le cuivre. Il fait face à un cartel de fonderies de cuivre dont le but est d'acheter à bas prix et de vendre cher. Il décide de créer ses propres fonderies et  conclu rapidement un accord avec John Mackay pour établir un complexe industriel à Ravenhead près de St Helens dans le Lancashire. Il met en place des installations d'entreposage et de fabrication et de finition de cuivre, et même une usine de monnaie - créant ainsi une organisation verticale. En 1788, Williams achète le Temple Mills à Bisham dans le Berkshire. Il s'y construit une belle demeure appelée Temple House et utilise les moulins pour faire fondre le cuivre provenant de ses mines galloises. Il est devenu député de la ville voisine de Marlow dans le Buckinghamshire . 
Il agit rapidement pour absorber ou contrôler d'autres producteurs - notamment les mines de Cornouailles pour produire une réponse complète à l'entente. Bien que toujours le moteur, Williams construit et contrôle une grande organisation commerciale et s'entoure de personnel compétent. Le révérend Edward est toujours un associé dormant, mais son jeune frère Michael Hughes est un manager compétent. Les autres partenaires et employés sont le comte d'Uxbridge, Owen Williams et Thomas Harrison. 
Son organisation commerciale est de premier ordre. Il développe la technique d'implantation de ses différentes activités dans des sociétés distinctes. Ainsi, la Parys Mine Company contrôle sa propre fusion dans le sud du Pays de Galles, le Lancashire et la fabrication de cuivre à Holywell et Wraysbury . De même, la production de la mine Mona (adjacente à Parys) est fondue par la Stanley Company dans le Lancashire et dans le sud du Pays de Galles. D'autres sociétés s'occupent de la fabrication à Greenfield près de Flint et dans la vallée de la Tamise, Chemical Works (vitriol) à Garston Liverpool et d'autres encore à l'entreposage et à la banque. 
Williams construit des usines de cuivre à Flint et Penclawdd où il fabrique des produits en cuivre et en laiton. Beaucoup de ces matériaux sont destinés à la traite négrière africaine. Ces bibelots en cuivre, etc. ont été largement exportés vers l'Afrique pour être utilisés comme moyen de paiement pour les esclaves, qui ont ensuite été transportés aux Antilles et vendus. Le produit est ensuite utilisé pour acheter des produits importés en Grande-Bretagne. Williams a affirmé avoir investi 70 000 £ dans ce commerce et a adressé une pétition au Parlement en 1788 lorsqu'un projet de loi était en cours de discussion pour empêcher les navires britanniques de transporter des esclaves. Williams aurait également introduit l'utilisation de boulons en cuivre pour fixer la feuille de cuivre aux navires de guerre et il semblerait qu'il les ait vendus à tous les côtés dans les conflits navals. À sa mort en 1802, 1 200 personnes sont employées dans ses mines Parys et Mona, mais cinq ans plus tard, ce nombre était tombé à 120. Cela est dû en partie à l'effondrement des prix du cuivre, mais aussi à l'épuisement des gisements de cuivre locaux connus - mais sans doute en grande partie à cause de la mort de la grande force motrice de l'entreprise. 
Il est haut shérif d'Anglesey pour 1790-1791 . 